# Dominic Rau
Dominic Rau (* 29. November 1990 in Schlema) ist ein deutscher Fußballspieler. Er spielt bei Hessen Dreieich.

## Karriere
Rau spielte ab seinem vierten Lebensjahr von 1995 bis 2014 beim FC Erzgebirge Aue und durchlief sämtliche Nachwuchsteams des Vereins. Ab 2009 wurde er vorwiegend in der Reservemannschaft in der Oberliga Nordost eingesetzt. Am 15. Mai 2011 (34. Spieltag der Saison 2010/11) wurde er in der 86. Minute zum ersten Mal in der Profimannschaft eingewechselt. Seine ersten Spiele in der Auer Profimannschaft (2. Liga) von Beginn an absolvierte er im März 2012 unter Trainer Karsten Baumann.
Zur Saison 2014/15 wechselte Rau ablösefrei zum Halleschen FC und unterschrieb einen Zweijahresvertrag. Dort trat er in 48 Spielen in der 3. Liga auf und spielte außerdem im Sachsen-Anhalt-Pokal und im DFB-Pokal. Nach Ablauf der zwei Jahre wechselte er zur Saison 2016/17 ablösefrei in die Regionalliga Süd-West und unterschrieb einen Zweijahresvertrag beim 1. FC Saarbrücken. Nachdem er in der Saison 2017/18 dort wegen einer Schulterverletzung nicht mehr zum Einsatz gekommen war, wechselte er im August 2018 innerhalb der Liga zum SC Hessen Dreieich.
Im Frühjahr 2016 hat Rau ein Fernstudium zum staatlich anerkannten Sportbetriebswirt erfolgreich abgeschlossen.